# Naklo, Divača
Naklo este o localitate din comuna Divača, Slovenia, cu o populație de 67 de locuitori.